# 麥尼拉斯
麥尼拉斯 （前四世紀人物），是馬其頓王國的將軍。
在前322年拉米亞戰爭後。馬其頓攝政安提帕特命麥尼拉斯擔任阿提卡境內穆尼基亞（Munichia）駐軍的指揮官。普魯塔克認為他是個公正且善良的人，並且盡可能防止駐軍士兵羞辱雅典人。麥尼拉斯也與正直清廉的雅典政治家福基翁建立友好關係。前319年帝國攝政安提帕特去世，卡山德命令尼卡諾爾前去取代麥尼拉斯的指揮官職務 。